# Radjah (oiseau)
Cet article concerne un genre d'oiseaux, pour le titre de monarque voir Radjah ou Raja.
Genre
Radjah est un genre monotypique d'oiseaux de la famille des Anatidae. Il se trouve à l'état naturel en Australie et en Nouvelle-Guinée.
Radjah a été séparé en 2018 du genre Tadorna par le congrès ornithologique international pour cause de paraphylie.

## Espèce
D'après la classification de référence du Congrès ornithologique international (version 8.1, 2018) :
- Radjah radjah (Garnot & Lesson, R, 1828) — Tadorne radjah, Casarca radjah
  - Radjah radjah radjah (Garnot & Lesson, R, 1828)
  - Radjah radjah rufitergum Hartert, 1905